# گورستان گبرها (درگز)
گورستان گبرها مربوط به سده‌های میانه اسلامی است و در شهرستان درگز، ۱۰۰ متری شمال پالکانلو سفلی واقع شده و این اثر در تاریخ ۱۸ شهریور ۱۳۸۷ با شمارهٔ ثبت ۱۳۱۹۵ به‌عنوان یکی از آثار ملی ایران به ثبت رسیده‌است.